# Servantes de Saint Joseph
Ne doit pas être confondu avec Servantes de Saint Joseph de Varèse.
Les Servantes de Saint Joseph (en latin : Congregationis Servarum a S. Ioseph) sont une congrégation religieuse féminine enseignante et sociale de droit pontifical. 

## Histoire
La congrégation est fondée le 10 janvier 1874 à Salamanque par Bonifacia Rodriguez Castro (1837-1905) avec l'aide du jésuite François Xavier Butinyà i Hospital (es) (1834-1899)pour l'apostolat dans le monde des travailleurs. Le 19 mars de la même année, les sœurs reçoivent  l'habit religieux des mains de Mgr Joaquín Lluch y Garriga, évêque de Salamanque.
L'institut est approuvé par Léon XIII le 1er juillet 1901, ses constitutions sont approuvées ad experimentum le 2 juillet 1930, et définitivement le 14 décembre 1942.
Une sœur espagnole de cette congrégation, Isabelle Méndez Herrero (1924-1953), est reconnue vénérable le 16 juillet 2015.

## Activités et diffusion
Les Servantes se vouent à la promotion de la femme et de l'enfant, en particulier dans la classe ouvrière, par l'enseignement et les œuvres sociales.
Elles sont présentes en:
- Europe : Espagne, Italie.
- Amérique : Argentine, Bolivie, Chili, Colombie, Cuba, Pérou.
- Afrique : République démocratique du Congo.
- Asie : Papouasie-Nouvelle-Guinée, Philippines.

La maison généralice est à Rome.
En 2017, la congrégation comptait 542 sœurs dans 79 maisons.